# 圣邦
圣邦（法語：Saint-Bon，法語發音：[sɛ̃ bɔ̃]）是法国马恩省的一个市镇，属于埃佩尔奈区。

## 地理
圣邦（48°40'40"N, 3°27'41"E）面积8 平方千米，位于法国大東部大區马恩省，该省份为法国东北部内陆省份，北起阿登省，西北接埃纳省，西南接塞纳-马恩省，南至奥布省，东南接上马恩省，东临默兹省。
与圣邦接壤的市镇（或旧市镇、城区）包括：库尔日沃、维利耶圣乔治、布希圣热内斯、埃斯卡尔德、蒙索莱普罗万。

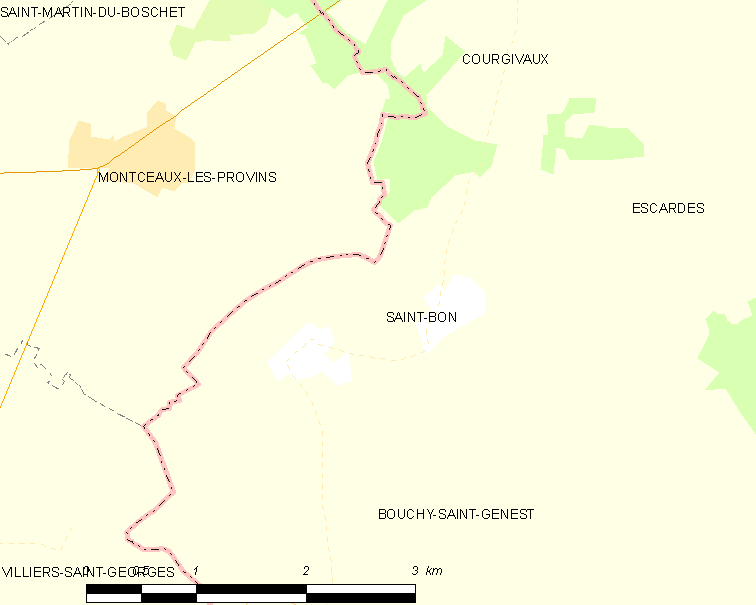
圣邦的OSM定位图

圣邦的时区为UTC+01:00、UTC+02:00（夏令时）。

## 行政
圣邦的邮政编码为51310，INSEE市镇编码为51473。

## 政治
圣邦所属的省级选区为塞扎讷-布里-香槟县。

## 人口

1962-2008年间圣邦人口变化图示

圣邦于2022年1月1日时的人口数量为94人。